# Eleginus gracilis
Az Eleginus gracilis a sugarasúszójú halak (Actinopterygii) osztályának tőkehalalakúak (Gadiformes) rendjébe, ezen belül a tőkehalfélék (Gadidae) családjába tartozó faj.

## Előfordulása
Az Eleginus gracilis elterjedési területe a Csendes-óceán északi része; az Észak-Korea-i Sárga-tengertől, a Bering-tengeren keresztül egészen az alaszkai Sitkáig. Az előfordulásának a pontosabb megadása, további kutatásokat igényel.

## Megjelenése
Ez a tőkehal legfeljebb 55 centiméter hosszú és 1300 gramm súlyú. 39-47 csigolyája van. Az Eleginus gracilisnak három hátúszója és a két farok alatti úszója van. Az alsó állkapcsa rövidebb, mint a felső állcsont. Az egyetlen tapogatószála körülbelül olyan hosszú, mint a szem átmérőjének a fele. Az oldalvonal a test elülső részénél meggörbült, és a második hátúszó alatt végződik. A fejen nincsenek oldalvonal pórusok. Háti része szürkés, de néha világosabb, ezüstös-lila, gyakran sötét foltokkal. Hasi része sárgás, néha ezüstös-fehér. Úszói szürkések; a hát- és farokúszót fehér sáv szegélyezi.

## Életmódja
A csendes-óceáni tőkehalak közül, ez a faj egyaránt megél a sós, édes- és brakkvízben is. 300 méteres mélységben is megtalálható. A folyókba jól behatol, de csak addig, ameddig az árapály térség érzékelhető. A kifejlett példányok évszakonkénti vándorlást tanúsítanak; nyáron az íváshoz a partok közelébe úsznak, míg télen, táplálkozási célból eltávolodnak a partoktól. Az ivadékok és felnőtt halak, egyéb halakkal és fenéklakó rákokkal táplálkoznak.
Legfeljebb 15 évig él.

## Felhasználása
Az Eleginus gracilis jelentős gazdasági értékkel bír.